# Josep Lozano
Josep Lozano i Lerma (Alginet, Valencia, 1948) es un escritor de Valencia, España.
Josep Lozano es licenciado de la Universidad de París en letras modernas y doctor en filología por la Universidad de Valencia.
En su carrera literaria ha sido galardonado principalmente por su obra Crim de Germania con premios como Andrómina, Premio de la Crítica Serra d'Or y el de la Crítica del País Valencià.
A lo largo de su trayectoria, ha obtenido también el Premio de Novela Ciudad de Alcira con 'Ribera' y Prudenci Bertrana con 'Ofidi'. Asimismo, es autor de los libros de relatos 'Històries marginals' y 'Laodamia i altres contes' y del libro infantil 'El cavallet de cartró'. La edición de su última novela histórica, 'El Mut de la Campana' significó uno de los acontecimientos literarios de 2003.